# 卡特賴特 (北達科他州)
卡特賴特（英語：Cartwright）是位於美國北達科他州麥肯齊縣的非建制地區。

## 歷史
卡特賴特的郵局自1901年營運至今。

## 地理
卡特賴特所處的海拔為高於海平面582米（即1910英呎），而該地所採用的時區為UTC-7，即北美山地时区（MST）。同時該地設有夏令時間，為UTC-7調快一小時，即UTC-6（MDT）。